# Pteromalus bekiliensis
Pteromalus bekiliensis är en stekelart som beskrevs av Jean Risbec 1952. Pteromalus bekiliensis ingår i släktet Pteromalus och familjen puppglanssteklar.
Artens utbredningsområde är Madagaskar. Inga underarter finns listade i Catalogue of Life.